# Mostarsko Blato

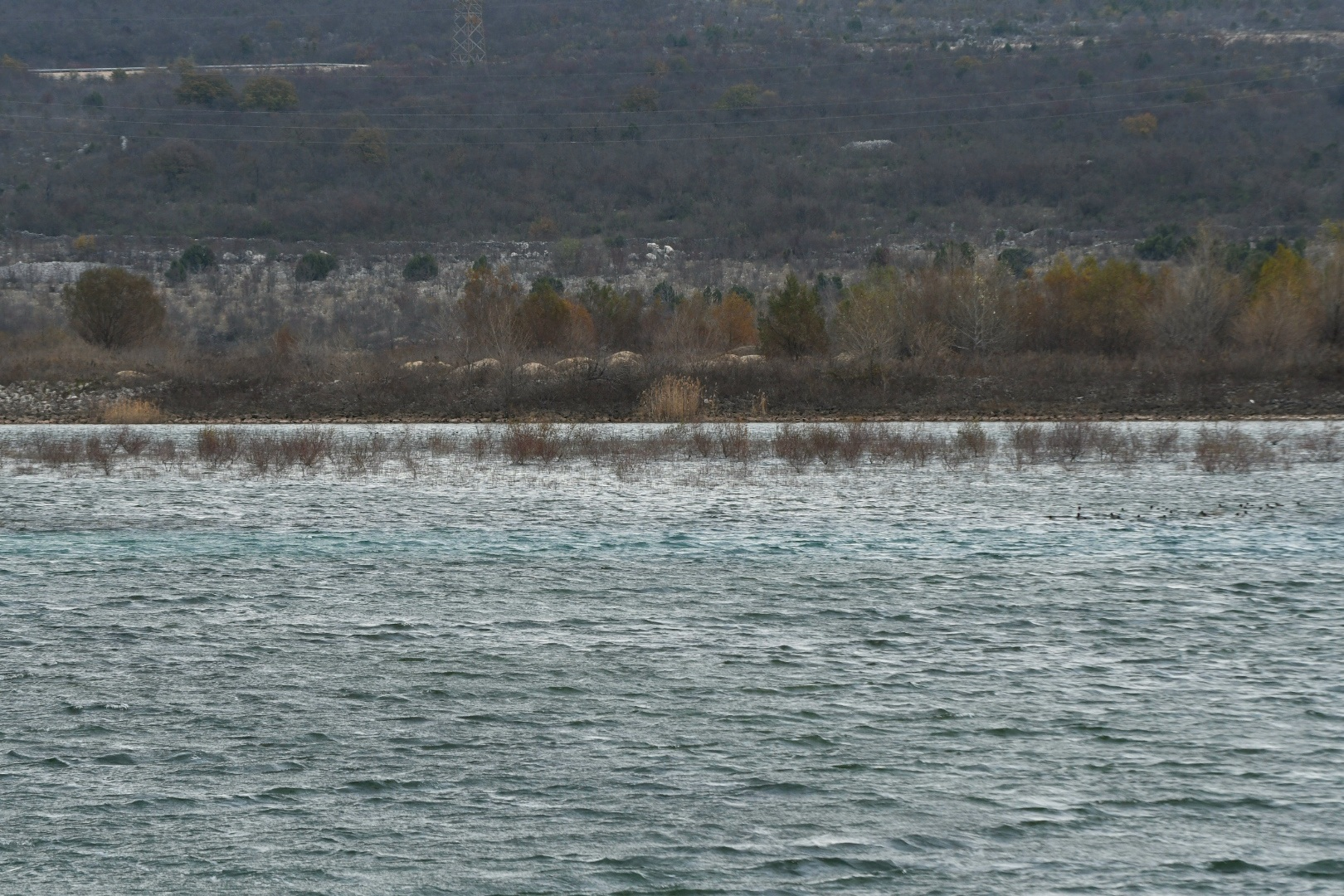
Mostarsko blato

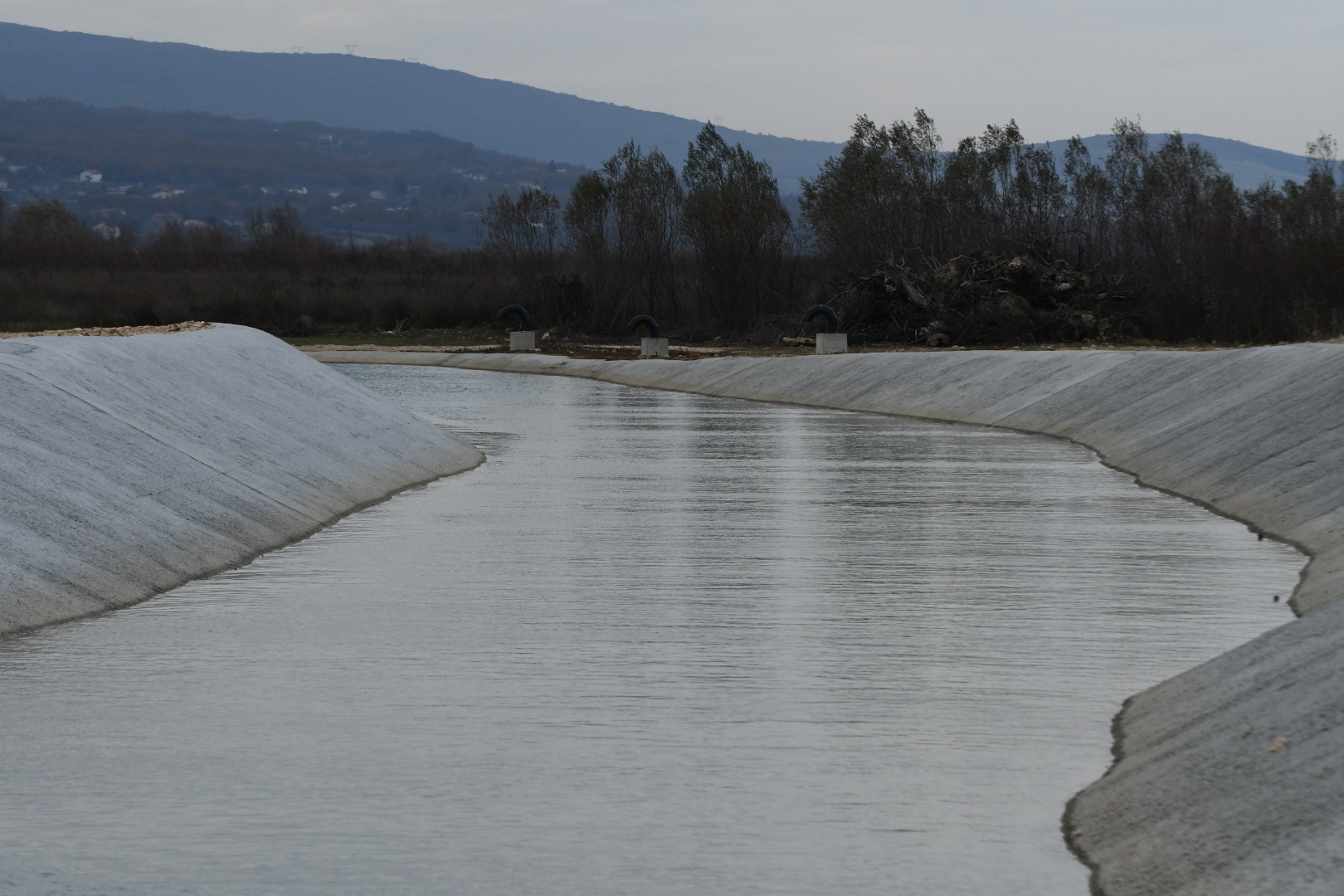
Mostarsko blato

Mostarsko Blato är en sumpmark i Bosnien och Hercegovina.   Den ligger i entiteten Federationen Bosnien och Hercegovina, i den södra delen av landet, 80 km sydväst om huvudstaden Sarajevo.
Omgivningarna runt Mostarsko Blato är en mosaik av jordbruksmark och naturlig växtlighet. Runt Mostarsko Blato är det ganska tätbefolkat, med 93 invånare per kvadratkilometer.